# Мандрэйк, Джулиан
Джулиан Кайл Мандрэйк (англ. Julian Kayl Mandrake, родился 23 июня 1979 года в Сан-Диего, штат Калифорния) — гитарист из города Остин, Техас, известный по работе с группами Blue October, Canvas, and Mothers Anthem.
Карьера Джулиана как рок-музыканта началась в городе Лаббок (Техас), где он был известен как Род Уилсон «Молния».
Больше всего Джулиан известен по работе с группой «Canvas», а также «платиновыми» Blue October. В группе Canvas он играл с 1999 года вплоть до распада группы в 2006 году. В том же году он исполнял гитарные партии во время тура группы Blue October в поддержку их альбома Foiled. Он был призван заменить гитарные партии Джастина Фёрстенфелда, который сломал ногу и временно не мог во время концертов играть на гитаре. Среди значимых выступлений того периода, в которых принял участие Джлиан, можно выделить выступление на фестивале Lollapalooza (4.08.2006), на шоу Jimmy Kimmel Live (28 июня 2006), кроме того, его можно увидеть на записях сессий на канале VH1. Джулиан принял участие в первых европейских гастролях Blue October, а также выступлениях в Мексике и Канаде. Самым ярким было выступление перед группой The Rolling Stones (14.11.2006).
Также Джулиан был гитаристом группы «Onyxx» (Остин, Техас), а после распада «Canvas» основал собственную группу, которая получила название «Mother’s Anthem», дебют группы состоялся 15 июня 2007 года.
В 2011 Джулиан вновь присоединился к группе Blue October на время поиска нового гитариста взамен ушедшему Си Би Хадсону. Первое выступление состоялось 18 марта 2011 года на фестивале SXSW (Остин, Техас).